# Čch’-lie-ťiao
Čch’-lie-ťiao (čínsky pchin-jinem Chìlièjiǎo, znaky zjednodušené 赤𫚭角, tradiční 赤鱲角, anglicky Chek Lap Kok) je ostrov v Hongkongu, zvláštním správním území Čínské lidové republiky. Jedná se o poměrně malý převážně uměle vytvořený ostrov o ploše necelých 14 čtverečních kilometrů. Od roku 1998 je na něm Mezinárodní letiště Hongkong, které skoro celý ostrov zabírá. Je propojen dvěma mosty s jižněji ležícím větším ostrovem Lantau.
Před stavbou letiště se jednalo o malý kopcovitý ostrůvek o rozloze jen přibližně tří čtverečních kilometrů s rybářskými vesničkami, který byl uměle zploštěn a rozšířen pomocí propojení se sousedním ostrůvkem Lam Chau. Vesnice byly přesunuty na ostrov Lantau, a to včetně chrámu zasvěceného bohyni moří Ma-cu, který byl vybudován v roce 1823 z místní žuly. Chrám byl rozebrán a znovu postaven na ostrově Lantau. Archeologické práce zaměřené na průzkum a záchranu informací zde probíhaly už od konce 70. let 20. století a prokázaly, že ostrov byl obydlen již v neolitu před 6000 lety.